# جوني مور جونيور
جوني مور (مواليد 1983) هو زعيم إنجيلي أمريكي ورجل أعمال أسس شركة كايروس، وهي شركة علاقات عامة. مور هو مفوض في لجنة الولايات المتحدة للحريات الدينية الدولية والمؤسس المشارك ورئيس مؤتمر القادة المسيحيين. في يونيو 2025 تم تعيينه رئيسًا تنفيذيًا لمؤسسة غزة الإنسانية.

## السيرة
بدأ مور مسيرته المهنية في جامعة ليبرتي، حيث عمل في مكتب قس الحرم الجامعي. كان نائبًا أول لرئيس الجامعة لشؤون الاتصالات، وكثيرًا ما كان مساعدًا لجيري فالويل خلال رحلاته. كان أستاذًا في الدين، وقاد اجتماعات الجامعة.

## «الحرية الدينية الدولية»

### الصين
أدان جوني مور معاملة الصين للمسلمين في عام 2017 وكتب رسالة مفتوحة إلى رئيس الوزراء الصيني إلى جانب الحاخام أبراهام كوبر من مركز سيمون فيزنتال. في مايو 2021، أصدرت جمهورية الصين الشعبية عقوبات انتقامية ضد مور والتي منعته من دخول الأراضي التي تسيطر عليها، وأصدرت الولايات المتحدة عقوبات ضد مسؤول صيني لتورطه في احتجاز ممارسي الفالون غونغ.